# Arnold Palmer

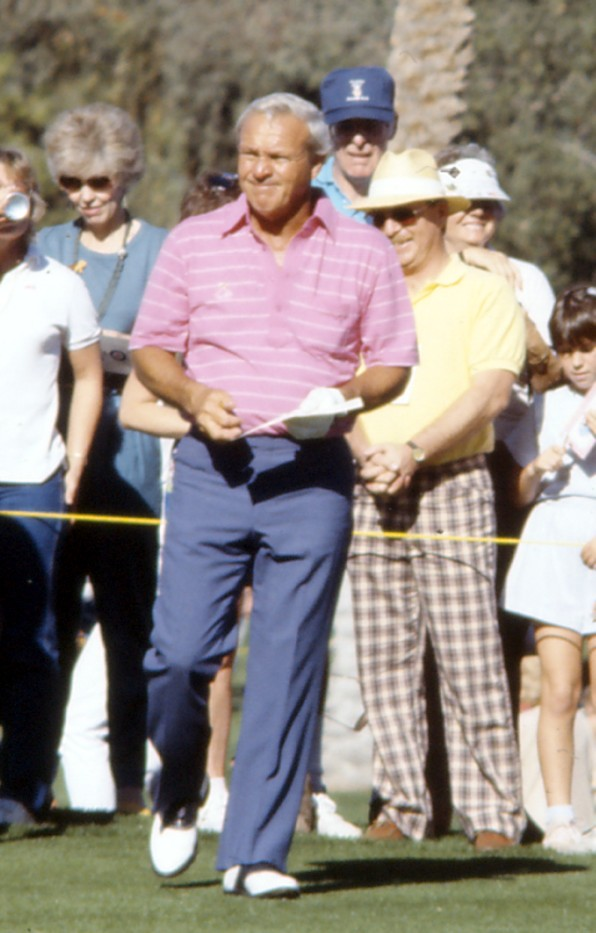
Arnold Palmer, 1986.

Arnold Daniel Palmer, född 10 september 1929 i Latrobe, Pennsylvania, död 25 september 2016 i Pittsburgh, Pennsylvania, var en amerikansk golfspelare, som sedan 1955 vann många tävlingar på både PGA-touren och Champions Tour. Palmer ses inte som den största spelaren i historien, men han är en av de viktigaste eftersom han var den största stjärnan när televisionen etablerades under 1950-talet. Han meddelade den 13 oktober 2006 att han drog sig tillbaka från elitgolf.

## Karriär
Den 28 augusti 1954 vann Palmer U.S. Amateur och 18 november samma år inleddes hans karriär som professionell golfspelare. Palmers karisma var en viktig faktor när golf blev en TV-sport på 1950-talet och 1960-talet och som lade grunden för golfens popularitet idag. Han var oerhört populär både för sin person och det sätt han spelade golf på. Från alla lägen siktade han på flaggan och hela hans kropp levde med i alla slag. Alla som var närvarande delade hans glädje eller besvikelser på banan. TV-producenterna älskade honom och publiken strömmade till tävlingarna när han var med. Palmer fick en egen beundrarskara som kallades Arnies Army.
Han nämns också av många för att ha höjt statusen på The Open Championship bland amerikanska golfspelare. Innan Palmer var det relativt få spelare som reste till Storbritannien för att spela The Open på grund av den långa resan, den främmande miljön och banornas beskaffenhet som var stor skillnad jämfört med de amerikanska banorna. Palmers Opensegrar övertygade många professionella amerikaner att resan var värd besväret.
Han har vunnit sju majors:
- The Masters Tournament: 1958, 1960, 1962, 1964
- US Open: 1960
- The Open Championship: 1961, 1962

Palmers mest produktiva år var 1960-1963 då han vann 29 tävlingar. 1960 vann han Hickok Belt som årets bäste professionelle idrottsman och tidningen Sports Illustrateds Sportsman of the Year. Åren 1960 och 1962 utsågs Palmer till PGA Player of The Year. Vardon Trophy för lägsta snittscore på PGA-touren bärgades åren 1961, 1962, 1964 och 1967. Senare under 1960-talet var Jack Nicklaus överlägsen i deras konkurrens men Palmer vann en PGA-tävling varje år fram till 1970 och 1971 vann han fyra tävlingar.
Palmer var kvalificerad för PGA Senior Tour (Champions Tour) från första säsongen 1980 och han var ett av de kända namn som hjälpte turneringen att bli känd. Han vann tio tävlingar på seniortouren inklusive fem senior majors. Totalt vann Palmer 92 professionella golftävlingar, varav 62 på PGA Tour.
Palmer var Mark McCormacks första klient och deras kompanjonskap blev signifikant för idrottslig marknadsföring. Långt efter sin sista seger var Palmer fortfarande en av de bäst betalda inom golfen tack vare sin dragningskraft hos sponsorer och publik. Palmer vann den första upplagan av World Match Play Championship i England, en tävling som ursprungligen arrangerades av McCormack för att visa upp sitt stall av spelare. 
2004 tävlade han i The Masters för sista gången och det blev hans femtionde Masterstävling i rad. Palmer avslutade sin nästan 52 år långa professionella golfkarriär den 13 oktober 2006, i samband med en avbruten tävling på Champions Tour i Texas.

## Meriter
- 1958 The Masters Tournament
- 1960 The Masters Tournament, US Open
- 1961 The Open Championship
- 1962 The Masters Tournament, The Open Championship
- 1964 The Masters Tournament

### Segrar på PGA-touren
- 1955 Canadian Open
- 1956 Insurance City Open, Eastern Open
- 1957 Houston Open, Azalea Open Invitational, Rubber City Open Invitational, San Diego Open Invitational
- 1958 St. Petersburg Open Invitational, Pepsi Championship
- 1959 Thunderbird Invitational, Oklahoma City Open Invitational, West Palm Beach Open Invitational
- 1960 Palm Springs Desert Golf Classic, Texas Open Invitational, Baton Rouge Open Invitational, Pensacola Open Invitational, Insurance City Open Invitational, Mobile Sertoma Open Invitational
- 1961 San Diego Open Invitational, Phoenix Open Invitational, Baton Rouge Open Invitational, Texas Open Invitational, Western Open
- 1962 Palm Springs Golf Classic, Phoenix Open Invitational, Texas Open Invitational, Tournament of Champions, Colonial National Invitation, American Golf Classic
- 1963 Los Angeles Open, Phoenix Open Invitational, Pensacola Open Invitational, Thunderbird Classic Invitational, Cleveland Open Invitational, Western Open, Whitemarsh Open Invitational
- 1964 Oklahoma City Open Invitational
- 1965 Tournament of Champions
- 1966 Los Angeles Open, Tournament of Champions, Houston Champions International
- 1967 Los Angeles Open, Tucson Open Invitational, American Golf Classic, Thunderbird Classic
- 1968 Bob Hope Desert Classic, Kemper Open
- 1969 Heritage Golf Classic, Danny Thomas-Diplomat Classic
- 1970 National Four-Ball Championship
- 1971 Bob Hope Desert Classic, Florida Citrus Invitational, Westchester Classic, National Team Championship
- 1973 Bob Hope Desert Classic

### Segrar på Europatouren
- 1975 Spanish Open (Open de España)
- 1975 Penfold PGA Championship

### Senior PGA Tour-segrar
- 1980 PGA Seniors' Championship
- 1981 U.S. Senior Open
- 1982 Marlboro Classic, Denver Post Champions of Golf
- 1983 Boca Grove Classic
- 1984 General Foods PGA Seniors' Championship, Senior Tournament Players Championship, Quadel Senior Classic
- 1985 Senior Tournament Players Championship
- 1988 Crestar Classic

Senior majors visas i fet stil.

### Utmärkelser
- Hedersmedlem i R&A, 1973
- World Golf Hall of Fame, 1974
- USPGA Hall of Fame, 1980
- Amerikanska Presidentens frihetsmedalj, 2004
- Amerikanska kongressens guldmedalj, 2009

## Övrigt
Palmer var en av grundarna av The Golf Channel.
Palmer har gästat Sverige (minst) fem gånger:
- 1968 Lidingö GK (3 juli, 79 slag i match mot Sven Tumba) och Falsterbo GK (70 slag)
- 1972 Kevinge GK (4 sept, 70 slag)
- 1974 Göteborgs GK (1 okt, Mixed Pro/Am)
- 2010 Lerjedalens GK (25 juni, 69 slag)
- 2010 Lerjedalens GK (26 juni, matchspel mot Christian Magass, förlorade med 9-8, (på nionde hålet). CM gick -12 på dessa hål.

Det påstås att en av Palmers favoritdrinkar var en drink med hälften iste och hälften lemonad. Drinken kallas "Arnold Palmer" till hans ära.